# Accumulatoren-Fabrik Aktiengesellschaft
Accumulatoren-Fabrik Aktiengesellschaft (AFA) – założone w Hagen przedsiębiorstwo zajmujące się produkcją akumulatorów kwasowo-ołowiowych, podstawowy – a od 1935 roku jedyny – dostawca akumulatorów dla niemieckich okrętów podwodnych w pierwszej połowie XX wieku, aż do roku 1945. Po II wojnie światowej przekształciła się w VARTA.